# Anisodes suspiciens
Anisodes suspiciens är en fjärilsart som beskrevs av Louis Beethoven Prout 1922. Anisodes suspiciens ingår i släktet Anisodes och familjen mätare. Inga underarter finns listade i Catalogue of Life.